# Cognizant
Cognizant Technology Solutions Corporation — американська мультинаціональна корпорація, що спеціалізується на ІТ та бізнес консалтингу. Дві третини співробітників знаходяться в Індії.